# Protectionisme

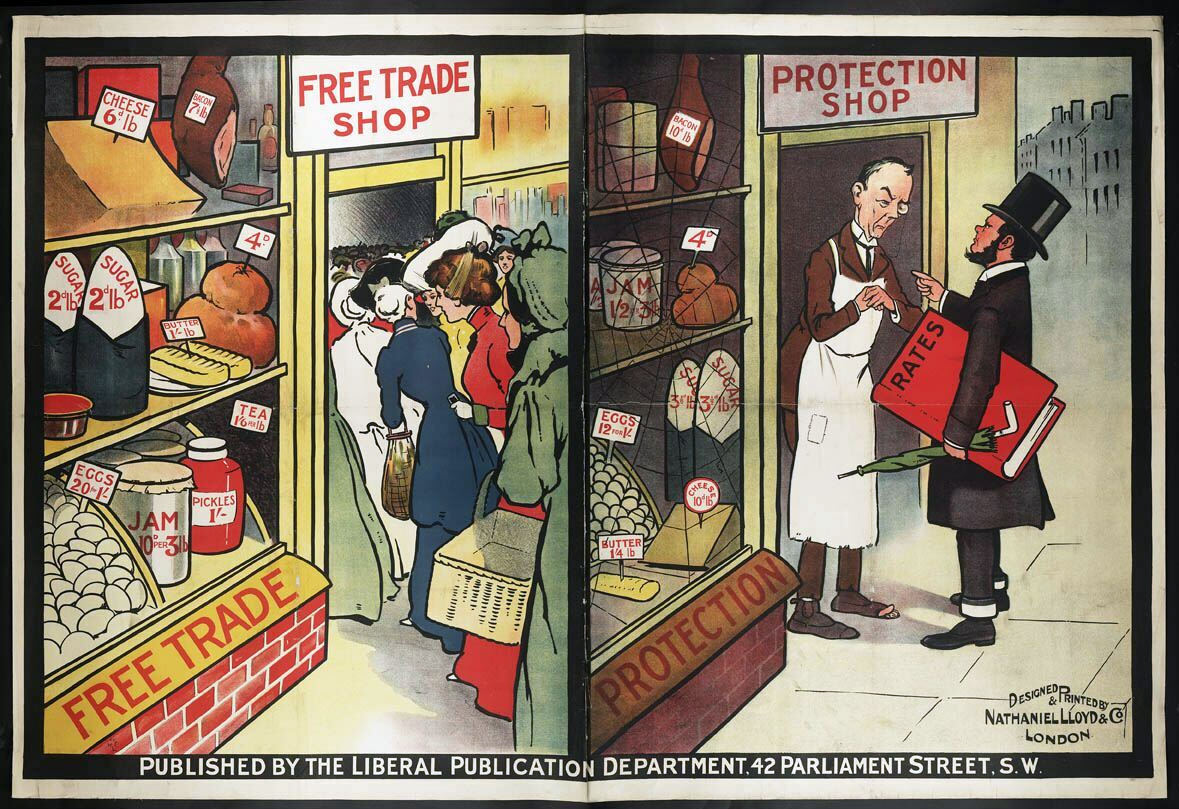
Politieke poster waarin de Liberale Partij (UK) van het Verenigd Koninkrijk protectionisme afzet tegen vrijhandel; de vrijhandelswinkel zit tot de nok toe vol met klanten vanwege de lage prijzen, terwijl de op protectionisme gebaseerde winkel te kampen heeft met hoge prijzen en gebrek aan klanten.

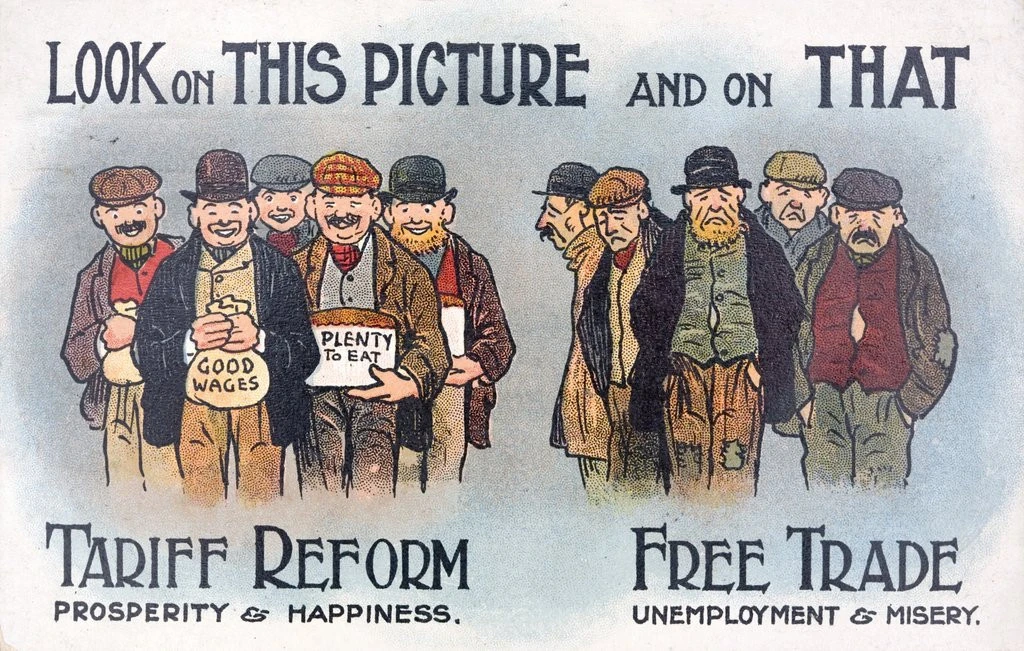
Poster tegen vrije handel. Dit beeld uit 1910 laat zien dat protectionisme leidt tot welvaart en goede lonen, terwijl vrijhandel leidt tot werkloosheid en ellende. (Foto door Michael Nicholson/Corbis via Getty Images)

Protectionisme is een interventionistisch economisch beleid dat door een staat of een groep staten wordt gevoerd om binnenlandse producenten te beschermen tegen en te bevoordelen ten opzichte van de concurrentie van buitenlandse producenten. Het is een vorm van regulering van de buitenlandse handel van een land. Protectionisme is gekant tegen vrijhandel (waarvan het belangrijkste resultaat momenteel de globalisering van de handel is) en tegen de theorie van het comparatief voordeel.
Protectionistische maatregelen bestaan in wezen uit het beperken van de buitenlandse invoer (douanebarrières, invoerquota, overheidsvoorschriften, technische of gezondheidsnormen), het aanmoedigen van uitvoer (diverse subsidies, belastingvoordelen, devaluatie van de munteenheid), het bevoordelen van binnenlandse bedrijven bij overheidsopdrachten, of het verhinderen dat buitenlandse investeerders binnenlandse bedrijven overnemen.
Door de invoer te ontmoedigen, zijn consumenten minder geneigd zijn de ingevoerde producten te kopen omdat ze duurder worden. Het is de bedoeling dat men in plaats daarvan lokale producten koopt en zo zou, volgens voorstanders van protectionisme, de economie van het land gestimuleerd worden. Protectionistische beleidsmaatregelen zouden dus een stimulans zijn om de productie uit te breiden en de invoer te vervangen door binnenlandse producten (importsubstitutie). Ze zijn bedoeld om de druk van de buitenlandse concurrentie te verminderen en volgens voorstanders zou het de handelstekort terugdringen. Zij kunnen ook worden gebruikt om kunstmatig lage prijzen van bepaalde ingevoerde producten als gevolg van dumping, uitvoersubsidies of valutamanipulatie te corrigeren.
Er is een consensus onder economen dat protectionisme een negatief effect heeft op economische groei en welvaart, terwijl vrijhandel en het verminderen van handelsbelemmeringen een significant positief effect hebben op de economische groei. Volgens de meeste economen, zoals Douglas Irwin, is protectionisme een belangrijke medeveroorzaker van bepaalde economische crisissen, met name de Grote Depressie. Hoewel handelsliberalisering soms kan leiden tot ongelijk verdeelde winsten en verliezen, en op de korte termijn economische ontwrichting kan veroorzaken voor werknemers in sectoren die concurreren met import, verlaagt vrijhandel de kosten van goederen en diensten voor zowel producenten als consumenten.
Een extreme vorm van protectionisme is isolationisme. Of een land kan wegkomen met deze maatregelen hangt vaak af van de Wereldhandelsorganisatie. Hiervan zijn zo'n 150 landen lid, en zij legt de regels van handel tussen landen in verdragen en gerechtelijke uitspraken vast.

## Protectionistische maatregelen
Een verscheidenheid van maatregelen is gebruikt om protectionistische doelstellingen te bereiken. deze omvatten:
- Tarieven: over het algemeen worden tarieven (of belastingen) geheven op ingevoerde goederen. De tarieven variëren in het algemeen naargelang het soort goederen dat wordt ingevoerd. Invoertarieven zullen de kosten voor de importeurs verhogen en de prijs van de ingevoerde goederen op de plaatselijke markten doen stijgen, waardoor de hoeveelheid ingevoerde goederen zal afnemen, ten voordele van de plaatselijke producenten. Er kunnen ook exporttarieven worden opgelegd, en in een economie met zwevende wisselkoersen hebben exporttarieven dezelfde effecten als importtarieven. Aangezien exporttarieven echter vaak worden gezien als schadelijk voor plaatselijke industrieën, terwijl importtarieven worden gezien als helpend voor plaatselijke industrieën, worden exporttarieven zelden toegepast.
- Importquota: om de hoeveelheid geïmporteerde goederen te verminderen en zo de marktprijs ervan te verhogen. De economische effecten van een invoercontingent zijn vergelijkbaar met die van een tarief, met dit verschil dat de belastingopbrengst van een tarief zal worden verdeeld onder degenen die invoervergunningen ontvangen. Economen stellen vaak voor de invoervergunningen te veilen aan de hoogste bieder, of de invoercontingenten te vervangen door een gelijkwaardig tarief.
- Bescherming van technologieën, octrooien, technische en wetenschappelijke kennis.[16][17][18]
- Voorkomen dat buitenlandse investeerders de controle over binnenlandse bedrijven overnemen.[19][20]
- Administratieve belemmeringen: landen worden er soms van beschuldigd dat zij hun diverse administratieve voorschriften (b.v. met betrekking tot voedselveiligheid, milieunormen, elektrische veiligheid, enz.)
- Antidumpingwetgeving: dumping is de praktijk waarbij bedrijven aan exportmarkten verkopen tegen prijzen die lager zijn dan die welke op de binnenlandse markten worden berekend. Voorstanders van antidumpingwetten voeren aan dat zij de invoer van goedkopere buitenlandse goederen verhinderen waardoor plaatselijke bedrijven hun poorten zouden moeten sluiten. In de praktijk worden antidumpingwetten echter meestal gebruikt om handelstarieven op te leggen aan buitenlandse exporteurs.
- Directe subsidies: overheidssubsidies (in de vorm van forfaitaire betalingen of goedkope leningen) worden soms gegeven aan plaatselijke bedrijven die niet goed kunnen concurreren tegen de invoer. Deze subsidies zouden de plaatselijke werkgelegenheid "beschermen" en plaatselijke bedrijven helpen zich aan te passen aan de wereldmarkten.
- Exportsubsidies: Regeringen gebruiken vaak exportsubsidies om de export te vergroten. Uitvoersubsidies hebben het tegenovergestelde effect van uitvoertarieven omdat de exporteurs de betaling krijgen, die een percentage of aandeel van de exportwaarde is.
- Wisselkoerscontrole: Een regering kan op de valutamarkt interveniëren om de waarde van haar valuta te verlagen door haar valuta op de markt te verkopen. Als zij dat doet, zullen de kosten van de invoer stijgen en de kosten van de uitvoer dalen, hetgeen tot een verbetering van haar handelsbalans zal leiden.
- Internationale octrooistelsels: er is iets voor te zeggen om nationale octrooistelsels te beschouwen als een dekmantel voor protectionistische handelspolitiek op nationaal niveau. Dit argument heeft twee aspecten: een eerste waarbij de octrooien van een land deel uitmaken van een systeem van relatieve voordelen die in handelsbesprekingen tegen een ander land kunnen worden uitgebuit, en een tweede waarbij het zich aansluiten bij een wereldwijd octrooistelsel een status van "goed burgerschap" verleent ondanks "de facto protectionisme". Peter Drahos legt uit dat staten zich realiseerden dat octrooistelsels konden worden gebruikt om protectionistische strategieën te verbergen. Er waren ook reputatievoordelen voor staten om zich aan te sluiten bij stelsels van intellectuele eigendom. Men kon de verschillende herzieningen van de Conventies van Parijs en Bern bijwonen, deelnemen aan de kosmopolitische morele dialoog over de noodzaak om de vruchten van de arbeid van de auteur en het inventieve genie te beschermen ... terwijl men wist dat het nationale stelsel van intellectuele eigendom een nuttig protectionistisch wapen was.[21]
- Politieke campagnes ter bevordering van de binnenlandse consumptie (bijvoorbeeld de "Buy American"-campagne in de Verenigde Staten, die zou kunnen worden gezien als een buitenwettelijke bevordering van protectionisme).
- Preferentiële overheidsuitgaven, zoals de Buy American Act: federale wetgeving waarbij de Amerikaanse regering wordt aangespoord bij haar aankopen de voorkeur te geven aan in de VS vervaardigde producten.

## Theorieën rond protectionisme

### Zero-sum game
Een vroege vorm van protectionisme kwam voort uit de theorie van het mercantilisme. Deze politiek beschouwde economie als een nulsomspel waarbij de ene partij wint wat de andere verliest. Het legde daarom een grote nadruk op een positieve handelsbalans om de rijkdom van een land te vergroten. Thomas Mun in Engeland en Colbert in Frankrijk waren grote voorstanders van deze politiek. De Britten voerden onder meer in 1651 de Engelse Scheepvaartwetten in die de scheepvaart door niet-Engelse schepen van en naar Engeland en de Engelse koloniën inperkte en in 1815 volgden de Graanwetten.

### Absoluut en comparatief voordeel
Nadat de Britten een dominante positie hadden bereikt op de wereldmarkt, stonden zij in een positie waarin vrijhandel gunstiger was voor hen. Dit standpunt werd verdedigd door Adam Smith en de andere klassieke economen die daarbij de principes van absoluut en comparatief voordeel naar voren brachten. Protectionisme leidt volgens hen wel tot een verbeterde situatie binnen één bedrijfstak, maar het land als geheel gaat er op achteruit. In 1817 publiceerde David Ricardo wat sindsdien bekendstaat als de theorie van comparatief voordeel in zijn boek On the Principles of Political Economy and Taxation. David Ricardo stelde dat vanwege het comparatieve voordeel dat beide landen bij vrijhandel genieten, protectionisme bestreden moet worden.

### Verschillende fases
Friedrich List zag het standpunt van Smith als te beperkt en stelde in 1841 in Das nationale System der politischen Ökonomie dat een industrie in ontwikkeling in de beginfase beschermd dient te worden tegen de buitenlandse concurrentie. Dit kan door het heffen van invoerrechten (Erziehungszölle). Ook de fasentheorie van Rostow maakt onderscheid tussen verschillende fases.

### Ongelijkheid tussen landen
Volgens centrum-periferiemodellen zoals de wereld-systeemtheorie van Wallerstein (jaren 1970) of de Dependencia-theorie (jaren 1960) doorlopen niet alle landen door dezelfde fases. Welke fases doorlopen worden, is afhankelijk van of een land tot het centrum of tot de periferie behoort. Een belangrijk argument voor protectionisme volgt dan ook uit de ongelijkwaardige politieke en economische relatie tussen ontwikkelde landen en ontwikkelingslanden. Volgens de Dependencia-theorie houden ontwikkelingslanden zonder protectionisme een achterstand door de quasi-koloniale verhoudingen, waarbij het rijke centrum arbeid en grondstoffen onttrekt aan de arme periferie.

## Protectionisme en de Grote Depressie
De econoom Douglas A. Irwin stelt dat de Smoot-Hawley Tariff Act weliswaar niet de primaire oorzaak was van de Grote Depressie, maar dat deze wel bijdroeg aan de ernst ervan door internationale vergeldingsmaatregelen uit te lokken en de wereldhandel te verminderen. De Smoot-Hawley-wet verhoogde het gemiddelde tarief op belaste invoer met 15 tot 18 procent. Wat de impact van Smoot-Hawley enigszins beperkte, was de beperkte omvang van de Amerikaanse handelssector op dat moment. Slechts een derde van de totale invoer in de Verenigde Staten in 1930 viel onder invoerrechten, en deze belaste goederen vertegenwoordigden slechts 1,4 procent van het bbp. Volgens Irwin is er geen bewijs dat de wetgeving haar doelstellingen van netto banengroei of economisch herstel heeft bereikt. Zelfs vanuit een Keynesiaans perspectief was het beleid contraproductief, aangezien de daling van de export groter was dan de afname van de import. Hoewel dalende buitenlandse inkomens een belangrijke factor waren in de ineenstorting van de Amerikaanse export, beperkte het tarief ook de buitenlandse toegang tot Amerikaanse dollars, waardoor de munt apprecieerde en Amerikaanse goederen minder concurrerend werden in het buitenland. Irwin benadrukt dat een van de schadelijkste gevolgen van de wet de verslechtering was van de handelsrelaties van de Verenigde Staten met belangrijke partners. De wet werd aangenomen op een moment dat de Volkenbond werkte aan een wereldwijde “tarievenbestand”, en de Smoot-Hawley Tariff werd breed gezien als een unilaterale en vijandige maatregel, die internationale samenwerking ondermijnde. Volgens Irwin was de belangrijkste langetermijnimpact dat de opgeroepen wrevel andere landen aanmoedigde om discriminerende handelsblokken te vormen. Deze preferentiële handelsregelingen leidden de wereldhandel weg van de Verenigde Staten en belemmerden het wereldwijde economisch herstel.
Volgens The Economist zorgde de Smoot-Hawley Tariff Act dat “… de wereldhandel met twee derde daalde. Het was zo catastrofaal voor de groei in Amerika en de rest van de wereld dat wetgevers het onderwerp sindsdien niet meer hebben aangeraakt. ‘Smoot-Hawley’ werd synoniem voor rampzalig beleid.”
Een meer terughoudende visie wordt vertegenwoordigd door de New-Keynesiaanse econoom Paul Krugman, die stelt dat tarieven niet de belangrijkste oorzaak waren van de Grote Depressie, maar eerder een reactie daarop, en dat protectionisme slechts een beperkte bron van allocatieve inefficiëntie vormt.

## Impact
Er bestaat brede consensus onder economen dat protectionisme een negatief effect heeft op economische groei en het economisch welzijn, terwijl vrijhandel en het verminderen van handelsbarrières een positief effect hebben op de economische groei.
Protectionisme wordt vaak bekritiseerd door economen omdat het de mensen schaadt die het bedoeld is te helpen. Reguliere economen steunen in plaats daarvan vrijhandel. Het principe van comparatief voordeel toont aan dat de voordelen van vrijhandel opwegen tegen de verliezen, omdat vrijhandel meer banen creëert dan vernietigt door landen toe te staan zich te specialiseren in de productie van goederen en diensten waarin zij een comparatief voordeel hebben. Protectionisme leidt tot welvaartsverlies; dit verlies aan algemene welvaart komt niemand ten goede, in tegenstelling tot een vrije markt zonder handelsbelemmeringen, waar een dergelijk totaal verlies niet bestaat. Econoom Stephen P. Magee stelt dat de voordelen van vrijhandel wel 100 keer groter zijn dan de nadelen.

### Levensstandaard
Een studie uit 2016 concludeerde dat "handel doorgaans de armen ten goede komt", omdat zij een groter deel van hun inkomen uitgeven aan goederen, terwijl vrijhandel de kosten van goederen verlaagt. Ander onderzoek wees uit dat de toetreding van China tot de WTO voordelig was voor Amerikaanse consumenten, omdat de prijzen van Chinese goederen aanzienlijk daalden. Harvard-econoom Dani Rodrik stelt dat, hoewel globalisering en vrijhandel sociale problemen kunnen veroorzaken, dat"een serieus protectionistisch beleid de vele groepen die profiteren van handel zou schaden en zou leiden tot dezelfde soort sociale conflicten die globalisering zelf genereert. We moeten erkennen dat het opwerpen van handelsbarrières slechts in beperkte omstandigheden zal helpen, en dat handelsbeleid zelden de beste reactie zal zijn op de problemen [van globalisering]".

### Groei
Een empirische studie van Furceri et al. (2019) concludeerde dat protectionistische maatregelen zoals tariefverhogingen een aanzienlijk negatief effect hebben op binnenlandse productie en productiviteit. Een invloedrijke studie uit 1999 van Jeffrey A. Frankel en David H. Romer vond dat vrijhandel, gecontroleerd voor relevante factoren, een positief effect heeft op groei en inkomens. Het effect was kwantitatief groot en statistisch significant.
Volgens economische historici Findlay en O'Rourke bestaat er consensus in de economische literatuur dat protectionistisch beleid in het interbellum "de wereldeconomie als geheel schaadde, hoewel er debat is over de grootte van het effect."
De Amerikaanse econoom Douglas Irwin stelt: "Dat er een correlatie bestaat tussen hoge tarieven en groei in de late negentiende eeuw valt niet te ontkennen. Maar correlatie is geen causaliteit... er is geen reden om aan te nemen dat importbescherming een goed beleid was enkel omdat de uitkomst goed was: die uitkomst kan zijn veroorzaakt door volledig andere factoren, of misschien zou het resultaat zelfs beter zijn geweest zonder bescherming." Irwin merkt bovendien op dat "weinig waarnemers ronduit hebben beweerd dat de hoge tarieven de groei veroorzaakten."

### Ontwikkelingslanden
Er bestaat brede consensus onder economen dat vrijhandel arbeiders in ontwikkelingslanden helpt, ook al gelden daar minder strikte gezondheids- en arbeidsnormen dan in ontwikkelde landen. Dit komt doordat "de groei van de maakindustrie — en van de vele andere banen die de nieuwe exportsector creëert — een rimpeleffect heeft doorheen de economie" dat concurrentie tussen producenten verhoogt en zo lonen en levensomstandigheden verbetert. De Nobelprijswinnaars Milton Friedman en Paul Krugman hebben vrijhandel verdedigd als een model voor economische ontwikkeling. Alan Greenspan, voormalig voorzitter van de Amerikaanse Federal Reserve, heeft protectionisme bekritiseerd omdat het "leidt tot het verschrompelen van ons concurrentievermogen. ... Als men de protectionistische route volgt, zullen nieuwere, efficiëntere industrieën minder ruimte krijgen om uit te breiden, en zullen de totale productie en het economisch welzijn eronder lijden."
Protectionisten stellen dat nieuwe industrieën bescherming nodig kunnen hebben tegen gevestigde buitenlandse concurrentie om zich te kunnen ontwikkelen. Reguliere economen geven toe dat tarieven op korte termijn binnenlandse industrieën kunnen helpen zich te ontwikkelen, maar dit is afhankelijk van de tijdelijke aard van de bescherming en het vermogen van de overheid om de juiste sectoren te ondersteunen. De problemen hierbij zijn dat de beschermende tarieven vaak niet worden afgebouwd nadat de sector is gevestigd, en dat overheden zelden de juiste industrieën kiezen om te beschermen. Economen hebben in meerdere landen en sectoren gevallen geïdentificeerd waar pogingen om zuigelingenindustrieën te beschermen mislukt zijn.

## Protectionisme per land

### Verenigd Koninkrijk

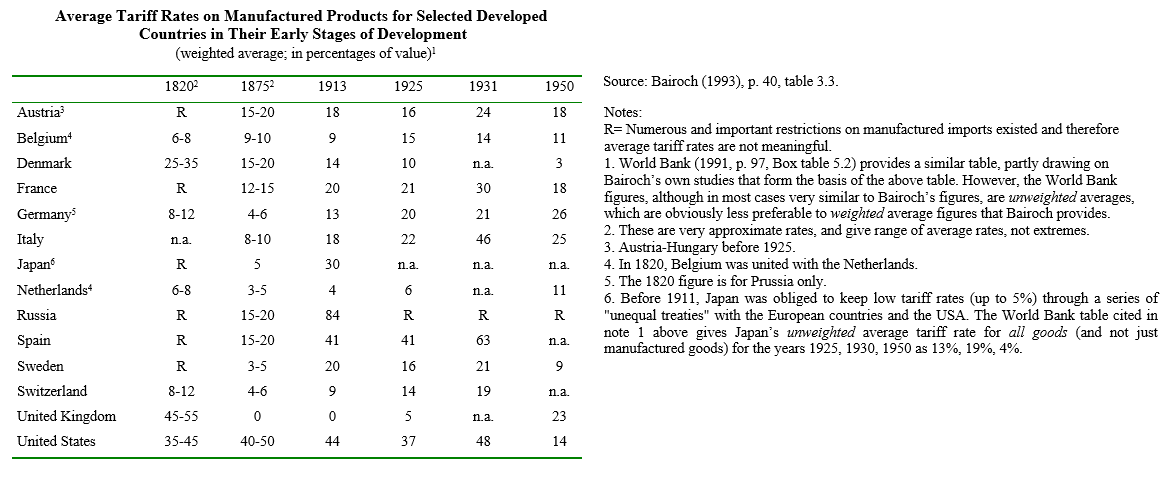
Gemiddelde tarieven voor industrieproducten

In de 14e eeuw had Edward III (1312-1377) interventionistische maatregelen genomen, zoals het verbieden van de invoer van wollen stoffen, om de plaatselijke wolproductie te ontwikkelen. Vanaf 1489 voerde Hendrik VII voorschriften in zoals de verhoging van de uitvoerrechten op ruwe wol. De Tudor-monarchen, met name Hendrik VIII en Elizabeth I, hadden protectionisme, subsidies, de verdeling van monopolierechten, door de overheid gesponsorde industriële spionage en andere middelen van overheidsinterventie gebruikt om de wolindustrie in Engeland te ontwikkelen. Het Verenigd Koninkrijk groeide uit tot het belangrijkste wolproducerende land ter wereld.
Maar het echte keerpunt in het Britse economische beleid kwam in 1721. Vanaf deze datum werden door Robert Walpole beleidsmaatregelen ingevoerd om de verwerkende industrie te bevorderen. Deze omvatten verhoging van de tarieven op ingevoerde buitenlandse industrieproducten, subsidiëring van de export, verlaging van de tarieven op ingevoerde grondstoffen die voor industrieproducten worden gebruikt, en afschaffing van de uitvoerrechten op de meeste industrieproducten. Dit beleid was vergelijkbaar met dat van landen als Japan, Korea en Taiwan na de Tweede Wereldoorlog. Het VK was dus het eerste land dat een grootschalige ontwikkelingsstrategie voor deze opkomende industrie ten uitvoer legde. In de uiteenzetting van zijn beleid zei Walpole: 

Het is duidelijk dat niets zozeer bijdraagt tot de bevordering van het algemeen welzijn als de uitvoer van industrieproducten en de invoer van buitenlandse grondstoffen.

 Walpoles protectionistische beleid werd voortgezet in de volgende eeuw en stelde de Britse industrie in staat die van het continent in te halen en vervolgens haar voorsprong te behouden. Het Verenigd Koninkrijk bleef tot het midden van de 19e eeuw een sterk protectionistisch land. Tegen 1820 bedroeg het gemiddelde Britse invoertarief voor industrieproducten 45-55%. Bovendien stelde het Verenigd Koninkrijk een totaalverbod in op geavanceerde industrie in zijn koloniën die het niet tot ontwikkeling wilde zien komen. Walpole dwong de Amerikanen zich te specialiseren in producten met een lage toegevoegde waarde in plaats van producten met een hoge toegevoegde waarde. Het Verenigd Koninkrijk verbood ook uitvoer uit zijn koloniën die concurreerden met zijn eigen producten in binnen- en buitenland. Het verbood de invoer van katoenen textiel uit India, dat in die tijd superieur was aan de Britse producten. Het had de uitvoer van wollen stoffen uit zijn koloniën naar andere landen verboden (Wool Act). Ten slotte wilde het VK ervoor zorgen dat de kolonisten zich beperkten tot de productie van grondstoffen en nooit concurrenten werden voor de Britse fabrikanten. Er werden beleidsmaatregelen genomen om de productie van grondstoffen in de koloniën aan te moedigen. Walpole had exportsubsidies verleend (aan Amerikaanse zijde) en invoerrechten afgeschaft (aan Britse zijde) op in de Amerikaanse koloniën geproduceerde grondstoffen. De koloniën waren dus gedwongen de meest winstgevende industrieën in handen van het Verenigd Koninkrijk te laten.
Aan het begin van de 19e eeuw bedroeg het gemiddelde tarief op ingevoerde industrieproducten ongeveer 50%, het hoogste van alle grote Europese landen. Ondanks zijn groeiende technologische voorsprong op andere naties bleef het Verenigd Koninkrijk zijn beleid van industriële bevordering voortzetten tot het midden van de 19e eeuw en handhaafde het zeer hoge tarieven op ingevoerde industrieproducten tot in de jaren 1820, twee generaties na het begin van de Industriële Revolutie. Zo werd volgens de economisch historicus Paul Bairoch de technologische vooruitgang van het Verenigd Koninkrijk bereikt "achter hoge en blijvende tarifaire belemmeringen". In 1846 was de industrialisatiegraad per hoofd van de bevolking meer dan het dubbele van die van de naaste concurrenten.
De vrijhandel in het Verenigd Koninkrijk begon serieus met de intrekking van de Corn Laws in 1846, wat neerkwam op vrije handel in graan. Ook de tarieven op veel industrieproducten werden afgeschaft. Maar terwijl de vrijhandel in het VK vooruitgang boekte, ging het protectionisme op het continent door. Het Verenigd Koninkrijk had unilateraal vrijhandel ingevoerd in de ijdele hoop dat andere landen zouden volgen, maar de Verenigde Staten kwamen na de Burgeroorlog nog explicieter protectionistischer uit de hoek dan voorheen, Duitsland onder Bismarck verwierp vrijhandel, en de rest van Europa volgde.
Vanaf de jaren 1870 bleef de Britse economie groeien, maar bleef onverbiddelijk achter bij de protectionistische Verenigde Staten en Duitsland: van 1870 tot 1913 groeide de industriële productie in de Verenigde Staten met gemiddeld 4,7% per jaar, in Duitsland met 4,1% en in het Verenigd Koninkrijk met slechts 2,1%. Zo werd het VK uiteindelijk rond 1880 economisch ingehaald door de VS. De leidende positie van het Verenigd Koninkrijk op verschillende gebieden zoals staal en textiel erodeerde, en vervolgens raakte het land achterop toen nieuwe industrieën, die gebruik maakten van meer geavanceerde technologieën, na 1870 opkwamen in andere landen die nog steeds protectionisme toepasten.
Ten tijde van de Grote Depressie gaf het Verenigd Koninkrijk in 1932 uiteindelijk de vrijhandel op, omdat het erkende dat het zijn productiecapaciteit had verloren aan de Verenigde Staten en Duitsland, die protectionistisch bleven. Het land voerde opnieuw op grote schaal tarieven in, maar het was te laat om de positie van de natie als dominante economische macht te herstellen.

### Verenigde Staten

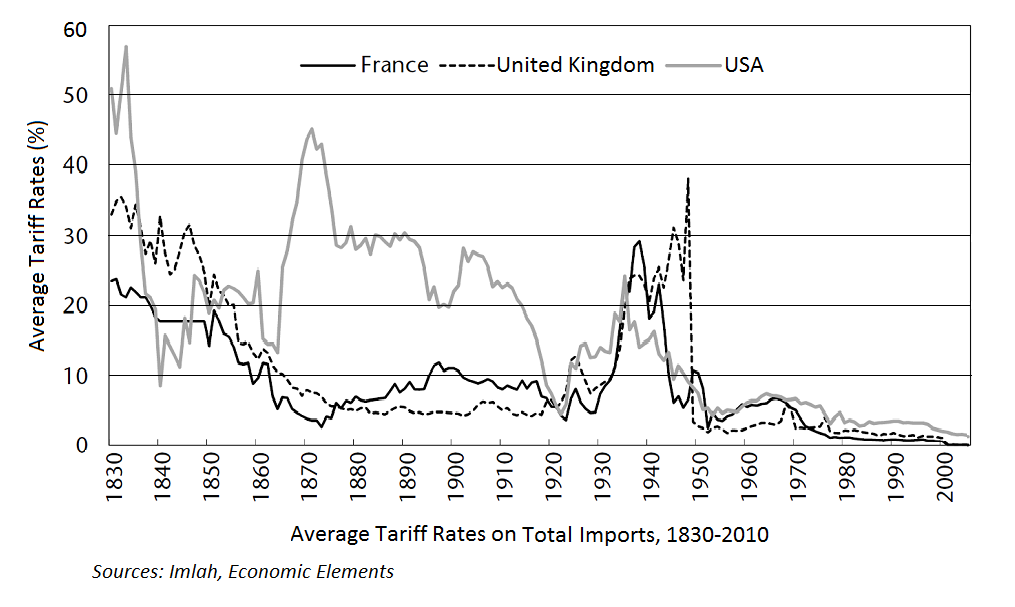
Tarieven (Frankrijk, VK, VS)

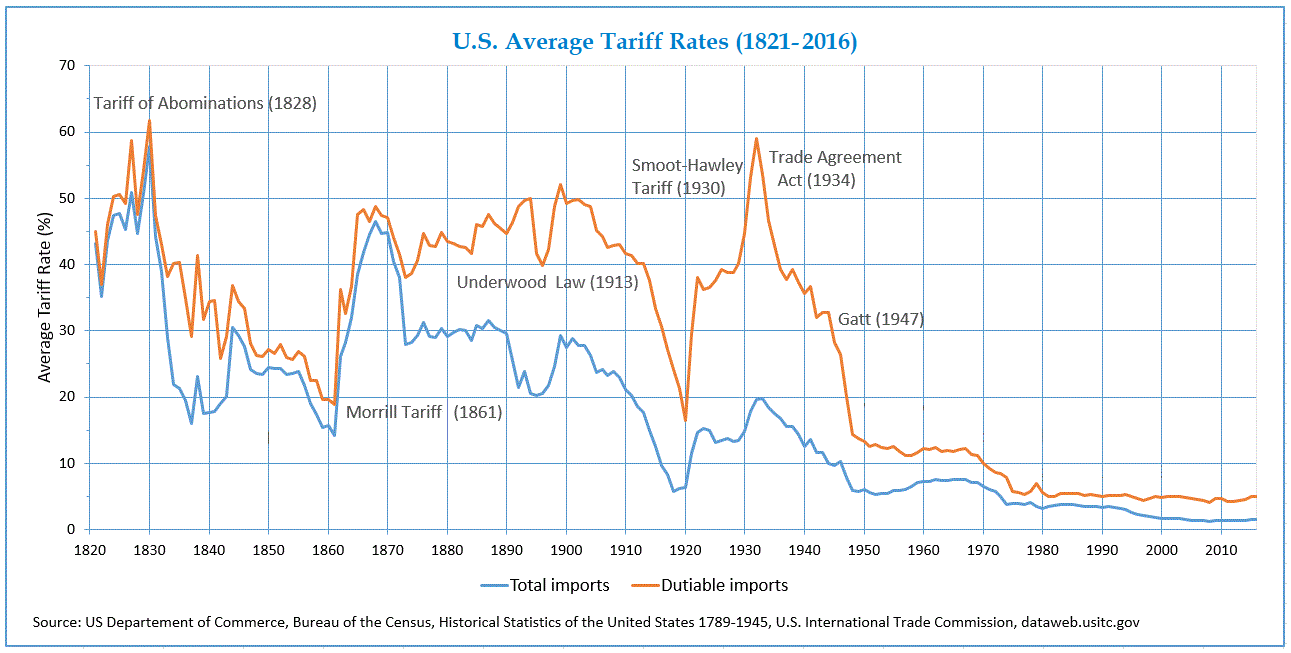
Gemiddelde tarieven in de Verenigde Staten (1821-2016)

Volgens econoom Douglas Irwin hebben tarieven historisch gezien drie hoofddoelen gediend: het genereren van inkomsten voor de federale overheid, het beperken van invoer ter bescherming van binnenlandse producenten, en het bewerkstelligen van wederkerigheid via handelsakkoorden die handelsbelemmeringen verminderen. De geschiedenis van de handelspolitiek van de Verenigde Staten kan worden onderverdeeld in drie afzonderlijke tijdperken, elk gekenmerkt door de dominantie van één doel. Van 1790 tot 1860 lag de nadruk op inkomsten, aangezien invoerrechten ongeveer 90% van de overheidsinkomsten uitmaakten. Van 1861 tot 1933 verschoof de focus, door de toenemende afhankelijkheid van binnenlandse belastingen, naar de bescherming van binnenlandse industrieën. Van 1934 tot 2016 werd het primaire doel van het handelsbeleid het onderhandelen van handelsakkoorden met andere landen. Deze drie periodes in de Amerikaanse tariefgeschiedenis werden onderbroken door twee grote schokken — de Amerikaanse Burgeroorlog en de Grote Depressie — die het politieke machtsevenwicht veranderden en de doelstellingen van het handelsbeleid heroriënteerden.
De politieke steun van leden van het Amerikaans Congres weerspiegelt vaak de economische belangen van producenten in plaats van van consumenten, aangezien producenten politiek beter georganiseerd zijn en veel stemgerechtigde werknemers in dienst hebben. Handelsgerelateerde belangen verschillen per sector, afhankelijk van de mate waarin zij zich richten op export of worden blootgesteld aan importconcurrentie. In het algemeen zijn werknemers in exportgerichte sectoren voorstander van lagere tarieven, terwijl die in sectoren die te maken hebben met importconcurrentie hogere tarieven steunen.
Aangezien de vertegenwoordiging in het Congres geografisch is georganiseerd, bepalen regionale economische belangen vaak langdurige stempatronen. Gedurende een groot deel van de Amerikaanse geschiedenis liep de belangrijkste breuklijn in het handelsbeleid langs de noord-zuid-as. In het begin van de 19e eeuw ontstond er een industriële corridor in het noordoosten, met onder meer textielproductie in New England en ijzerindustrieën in Pennsylvania en Ohio, die vaak geconfronteerd werden met importconcurrentie. De Zuidelijke staten daarentegen specialiseerden zich in landbouwexport, zoals katoen en tabak.
In recentere tijden hebben vertegenwoordigers uit de Rust Belt — van Upstate New York tot het industriële Middenwesten van de Verenigde Staten — zich vaak verzet tegen handelsakkoorden, terwijl vertegenwoordigers uit het zuiden en het westen van de Verenigde Staten die doorgaans steunen. Door deze regionale verschillen in handelsbelangen kunnen politieke partijen tegenovergestelde standpunten innemen over handelsbeleid, afhankelijk van de geografische spreiding van hun electorale basis. Elk van de drie handelsperiodes — gericht op respectievelijk inkomsten, bescherming en wederkerigheid — vond plaats tijdens een periode van politieke dominantie van één partij, die haar voorkeursbeleid kon implementeren.

#### Koloniale periode
Handelsbeleid was al vóór de onafhankelijkheid van de Verenigde Staten onderwerp van controverse. De Dertien koloniën in Noord-Amerika vielen onder het restrictieve kader van de Navigatiewetten, die het meeste koloniale handelsverkeer via Groot-Brittannië leidden. Ongeveer drie kwart van de koloniale export bestond uit “genummerde goederen” die via een Britse haven moesten passeren alvorens elders te worden doorgevoerd — een beleid dat de opbrengsten voor Amerikaanse plantagehouders verlaagde.
Historici hebben gedebatteerd over de vraag of het Britse mercantilistische beleid schadelijk was voor de Amerikaanse koloniale belangen en zo bijdroeg aan de Amerikaanse Onafhankelijkheidsoorlog. Harper schatte dat de handelsbeperkingen de koloniën in 1773 ongeveer 2,3% van hun inkomen kostten, hoewel dat cijfer geen rekening hield met voordelen van het Britse rijk zoals defensie of lagere transportverzekeringen. De economische last van de Navigatiewetten viel vooral op de zuidelijke koloniën, in het bijzonder tabaksproducenten in Maryland en Virginia, wat het regionale inkomen mogelijk met 2,5% verlaagde en de steun voor onafhankelijkheid vergrootte. De buitenlandse handel van de Amerikanen stortte in tijdens de Amerikaanse Onafhankelijkheidsoorlog en bleef zwak tot in de jaren 1780. De handel herleefde in de jaren 1790 maar bleef volatiel door voortdurende militaire conflicten in Europa.

#### Inkomstenperiode (1790–1860)
Vanaf 1790 voerde de nieuw gevormde federale overheid invoerrechten in als haar voornaamste bron van inkomsten. Er bestond een consensus onder de Founding Fathers van de Verenigde Staten dat tarieven de meest efficiënte en politiek aanvaardbare manier waren om openbare middelen te genereren. Vroege verkoopbelastingen na de onafhankelijkheid waren zeer controversieel, moeilijk te handhaven en duur om te innen. Dat bleek bijvoorbeeld tijdens de Whiskey Rebellion, waar de handhaving van accijnzen tot hevige weerstand leidde. Evenzo was een inkomstenbelasting in die tijd onhaalbaar, onder meer vanwege de moeilijkheid om inkomsten correct te registreren en te innen. Daarentegen waren invoerrechten eenvoudiger te innen. Goederen kwamen de Verenigde Staten voornamelijk binnen via een beperkt aantal havens, zoals Boston, New York, Philadelphia, Baltimore en Charleston. Deze concentratie maakte het mogelijk belastingen rechtstreeks aan de poort te innen, wat het proces vereenvoudigde. Bovendien waren invoerrechten voor het grote publiek minder zichtbaar, aangezien ze verwerkt zaten in de prijs van goederen, wat politieke weerstand verminderde. Het systeem maakte efficiënte inkomstenverzameling mogelijk zonder de zichtbaarheid of gevoelde last van andere belastingvormen, en droeg zo bij aan de politieke aanvaardbaarheid onder de Founding Fathers.
President Thomas Jefferson voerde een opmerkelijk beleidsexperiment uit door in december 1807, met steun van het Congres, een volledig embargo op maritieme handel in te stellen. Het doel van het embargo was Amerikaanse schepen en zeelieden te beschermen tegen betrokkenheid in het Brits-Franse zeemachtenconflict (de napoleontische oorlogen). Midden 1808 bevond de VS zich in een toestand van bijna-autarkie, wat een van de meest extreme vredestijdonderbrekingen van internationale handel in de Amerikaanse geschiedenis vormde. Het embargo, dat van december 1807 tot maart 1809 duurde, bracht aanzienlijke economische kosten met zich mee.
Irwin (2005) schatte dat het statische welvaartsverlies van het embargo ongeveer 5% van het BBP bedroeg.
Van 1837 tot 1860, tijdens het Second Party System en tot aan de Amerikaanse Burgeroorlog, domineerde de Democratische Partij de Amerikaanse politiek. De Democraten hadden vooral steun in het exportgerichte Zuiden en promootten de slogan “a tariff for revenue only” als uiting van hun verzet tegen beschermende tarieven. Daardoor daalde het gemiddelde tarief van niveaus uit de vroege jaren 1830 tot minder dan 20% tegen 1860. Tijdens deze periode vonden 12 zittingen van het Congres plaats: 7 onder een eenheidsregering (6 geleid door Democraten, 1 door Whigs) en 5 onder verdeeld bestuur. Over de hele periode van 34 jaar was de pro-tarief Whig Party, vooral actief in het noorden, slechts twee jaar aan de macht. Ze slaagden erin de tarieven te verhogen in 1842, maar dit werd teruggedraaid in 1846 toen de Democraten weer aan de macht kwamen. Tijdens de tien jaar van verdeeld bestuur bleef het tariefbeleid ongewijzigd.

#### Burgeroorlog (1861–1865)
Sommige niet-academische commentatoren hebben betoogd dat handelsbeperkingen een belangrijke factor waren in de beslissing van het Zuiden om zich af te scheiden tijdens de Burgeroorlog, hoewel deze visie niet breed wordt ondersteund onder academische historici. Na het zogenaamde Tarief van Afgrijzen van 1828 dreigde South Carolina met afscheiding, maar de crisis werd opgelost via het Compromis van 1833, dat leidde tot een geleidelijke daling van de tarieven. Verdere verlagingen volgden in 1846 en 1857, waardoor het gemiddelde tarief op de vooravond van de oorlog onder de 20% kwam—een van de laagste niveaus in de periode vóór de burgeroorlog. Irwin merkt op dat Zuidelijke Democraten aanzienlijke invloed hadden op het handelsbeleid tot aan de Burgeroorlog. Hij verwerpt de revisionistische bewering—vaak geassocieerd met de Lost Cause-narratief—dat het Morrill Tarief het conflict zou hebben veroorzaakt. Irwin stelt in plaats daarvan dat het Morrill Tarief pas werd aangenomen omdat de Zuidelijke staten al waren afgescheiden en hun vertegenwoordigers niet langer in het Congres aanwezig waren om het tegen te houden. Het werd ondertekend door president James Buchanan, een Democraat, nog vóór Lincoln aantrad. Kortom, Irwin vindt geen bewijs dat tarieven een belangrijke oorzaak waren van de Burgeroorlog.

#### Restrictieperiode (1866–1928)
De Burgeroorlog verschoof de politieke macht van het Zuiden naar het Noorden, wat de Republikeinse Partij ten goede kwam, die voorstander was van beschermende tarieven. Daardoor kwam het zwaartepunt van het handelsbeleid meer op restrictie dan op inkomsten te liggen, en stegen de gemiddelde tarieven. Van 1861 tot 1932 domineerden de Republikeinen de Amerikaanse politiek en vonden zij hun electorale steun vooral in het Noorden, waar de industriële belangen geconcentreerd waren. Republikeinen steunden hoge tarieven om de invoer te beperken, wat leidde tot tarieven van 40–50% tijdens de Burgeroorlog, en deze bleven decennialang op dat niveau. In deze periode waren er 35 zittingen van het Congres, waarvan 21 onder een eenheidsregering (17 Republikeins, 4 Democratisch) en 14 onder gedeelde controle. Gedurende deze 72 jaar slaagden de Democraten er slechts tweemaal in om de tarieven te verlagen, in 1894 en 1913, maar beide pogingen werden snel teruggedraaid toen de Republikeinen weer aan de macht kwamen. Hoewel het handelsbeleid vaak onderwerp van debat was, bleef het relatief stabiel door langdurige eenpartijendominantie en institutionele belemmeringen voor verandering.
Volgens Irwin is een wijdverbreide mythe over het Amerikaanse handelsbeleid dat hoge tarieven de Verenigde Staten tot een grote industriële macht hebben gemaakt in de late 19e eeuw. Terwijl het aandeel van de VS in de wereldwijde industriële productie toenam van 23% in 1870 tot 36% in 1913, gingen de toen inderdaad hoge tarieven gepaard met een kost, geschat op ongeveer 0,5% van het bbp in het midden van de jaren 1870. In sommige sectoren konden zij de ontwikkeling mogelijk met enkele jaren versneld hebben. De economische groei van de VS tijdens het protectionistische tijdperk werd echter eerder aangedreven door haar overvloedige natuurlijke hulpbronnen en openheid voor mensen en ideeën, waaronder grootschalige immigratie, buitenlands kapitaal en geïmporteerde technologieën. Hoewel de tarieven op industriële goederen hoog waren, bleef het land op andere vlakken open, en veel van de economische groei vond plaats in sectoren zoals spoorwegen en telecommunicatie, eerder dan in de industrie, die al aanzienlijk was gegroeid vóór de Burgeroorlog, toen de tarieven lager waren.

#### Grote Depressie en het Smoot–Hawley-tarief (1929–1933)
De Tariff Act van 1930, algemeen bekend als het Smoot–Hawley-tarief, wordt beschouwd als een van de meest controversiële tariefwetten die ooit door het Amerikaanse Congres zijn aangenomen. De wet verhoogde het gemiddelde tarief op belaste invoer van ongeveer 40% naar 47%, hoewel prijsdeflatie tijdens de Grote Depressie ertoe leidde dat het effectieve tarief tegen 1932 opliep tot bijna 60%. Het Smoot–Hawley-tarief werd ingevoerd terwijl de wereldeconomie een ernstige neergang inging. De Grote Depressie van 1929–1933 betekende een economische instorting, zowel voor de Verenigde Staten—waar het reële bbp met ongeveer 25% daalde en de werkloosheid boven de 20% uitkwam—als voor een groot deel van de wereld. Naarmate de internationale handel kromp, namen handelsbarrières toe, steeg de werkloosheid en daalde de industriële productie wereldwijd, waardoor velen een deel van de wereldwijde economische crisis toeschreven aan het Smoot–Hawley-tarief. In welke mate deze wetgeving heeft bijgedragen aan de ernst van de Grote Depressie blijft onderwerp van aanhoudend debat.

#### Periode van wederkerigheid (1934–2016)
De Grote Depressie leidde tot een politieke herschikking na de Democratische overwinning bij de verkiezingen van 1932. Deze verkiezing maakte een einde aan decennia van Republikeinse dominantie en luidde een periode van Democratische controle over de federale regering in, die duurde van 1933 tot 1993. Door deze herschikking verschoof de invloed naar de partij die prioriteit gaf aan exportgerichte belangen in het Zuiden. Bijgevolg verschoof de focus van het handelsbeleid van protectionisme naar wederkerigheid, en daalden de gemiddelde tariefniveaus aanzienlijk. Tijdens deze periode waren er 30 zittingen van het Congres, waarvan 16 onder een eenheidsregering (15 Democratisch, 1 Republikeins) en 14 onder gedeelde controle. Gedurende deze 60 jaar bleef het overkoepelende doel van het bevorderen van wederkerige handelsovereenkomsten grotendeels ongewijzigd, zelfs tijdens de twee jaar (1953–1955) waarin de Republikeinen eenheidsmacht hadden.
Na de Tweede Wereldoorlog, en in tegenstelling tot eerdere periodes, begon de Republikeinse Partij handelsliberalisering te steunen. Vanaf het begin van de jaren 1950 tot het begin van de jaren 1990 ontstond een uitzonderlijke periode van bipartisane consensus, waarin beide partijen doorgaans overeenstemden op het vlak van handelsbeleid. Dit gebeurde tijdens de Koude Oorlog, toen buitenlandse beleidskwesties op de voorgrond stonden en partijpolitieke tegenstellingen minder uitgesproken waren (Bailey 2003).
Na de stemming over het North American Free Trade Agreement (NAFTA) in 1993 daalde de Democratische steun voor handelsliberalisering aanzienlijk. Tegen die tijd hadden de twee grote partijen in feite van positie gewisseld wat betreft het handelsbeleid. Deze verschuiving in partijoriëntatie weerspiegelt voornamelijk veranderingen in regionale vertegenwoordiging: het Zuiden evolueerde van een Democratisch bolwerk naar een Republikeins bastion, terwijl het Noordoosten steeds Democratischer werd. Daardoor bleven de regionale opvattingen over handelsbeleid grotendeels constant, maar begonnen de partijen verschillende geografische achterbannen te vertegenwoordigen.

### Rusland
Rusland had in 2013 meer protectionistische handelsmaatregelen ingevoerd dan enig ander land, waarmee het de wereldleider in protectionisme is geworden. Het heeft alleen al 20% van de protectionistische maatregelen van de wereld ingevoerd en een derde van die van de G20-landen. Het protectionistische beleid van Rusland omvatte tariefmaatregelen, invoerbeperkingen, sanitaire maatregelen en rechtstreekse subsidies aan plaatselijke bedrijven. Zo had de staat verschillende economische sectoren gesteund, waaronder landbouw, lucht- en ruimtevaart, auto-industrie, elektronica, chemie en energie.
In de afgelopen jaren werd het beleid van invoersubstitutie door middel van tarieven, dat wil zeggen het vervangen van ingevoerde producten door binnenlandse producten, als een succes beschouwd, aangezien Rusland hierdoor zijn binnenlandse productie heeft kunnen opvoeren en verscheidene miljarden dollars heeft kunnen besparen. Rusland is erin geslaagd de invoer terug te dringen en een opkomende en steeds efficiëntere binnenlandse productie op gang te brengen in bijna alle industriële sectoren. De belangrijkste resultaten zijn bereikt in de landbouw en voedselverwerking, de automobielindustrie, de chemische, farmaceutische, luchtvaart- en scheepvaartindustrie.
Sinds 2014 worden tarieven toegepast op ingevoerde producten in de levensmiddelensector. Rusland heeft zijn voedselinvoer verminderd, terwijl de binnenlandse productie aanzienlijk is toegenomen. De kosten van de voedselimport zijn gestegen van 60 miljard dollar in 2014 tot 20 miljard dollar in 2017 en het land kent een recordgraanproductie. Rusland heeft zijn positie op de wereldvoedselmarkt versterkt en is zelfvoorzienend geworden op voedselgebied. In de visserij en de sector groenten en fruit is de binnenlandse productie aanzienlijk gestegen, de invoer gedaald en de handelsbalans (verschil tussen uitvoer en invoer) verbeterd. In het tweede kwartaal van 2017 overtrof de landbouwexport de import, waardoor Rusland voor het eerst een netto-exporteur werd.

### India
Vanaf 2017, als onderdeel van het bevorderen van zijn "Make in India"-programma om de binnenlandse maakindustrie te stimuleren en te beschermen en tekorten op de lopende rekening te bestrijden, heeft India tarieven ingevoerd op diverse elektronische producten en "niet-essentiële artikelen". Dit zijn artikelen die worden ingevoerd uit landen als China en Zuid-Korea. Zo bevoordeelt het Indiase nationale programma voor zonne-energie binnenlandse producenten door het gebruik van zonnecellen van Indiase makelij voor te schrijven.

## Voorbeelden
Een voorbeeld van protectionisme zijn onderdelen van het Europese landbouwbeleid. Via importheffingen worden Europese boeren beschermd tegen te lage wereldmarktprijzen. Via de (melk)quotering wordt voorkomen dat er een overproductie ontstaat op de Europese markt en er overschotten moeten worden gedumpt op de wereldmarkt.